# 光頭耳烏賊
光頭耳烏賊（学名：Rossia bipapillata）为耳烏賊科光頭耳烏賊屬下的一个种。